# Evangelische Kirche (Wolfersweiler)

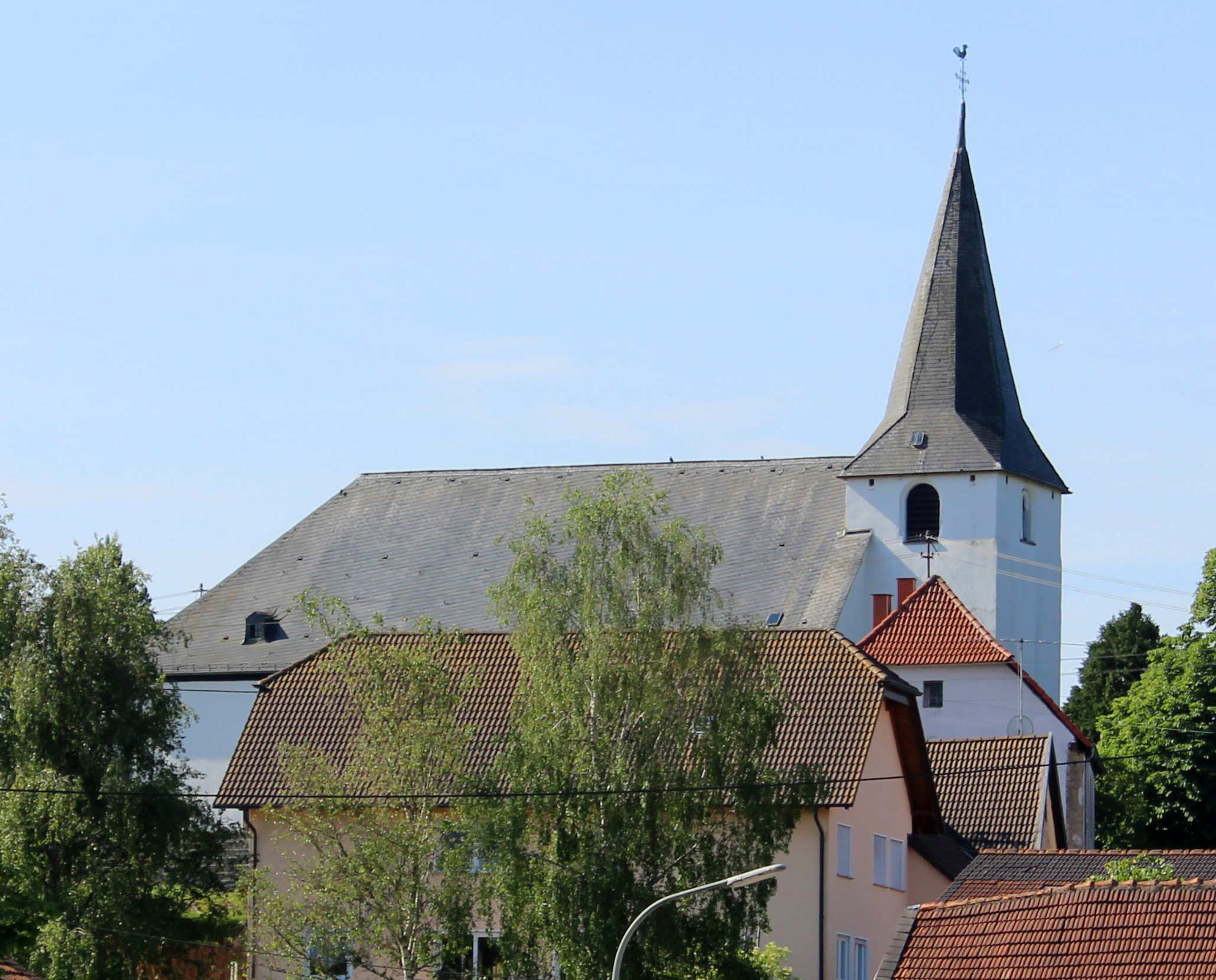
Evangelische Kirche Wolfersweiler

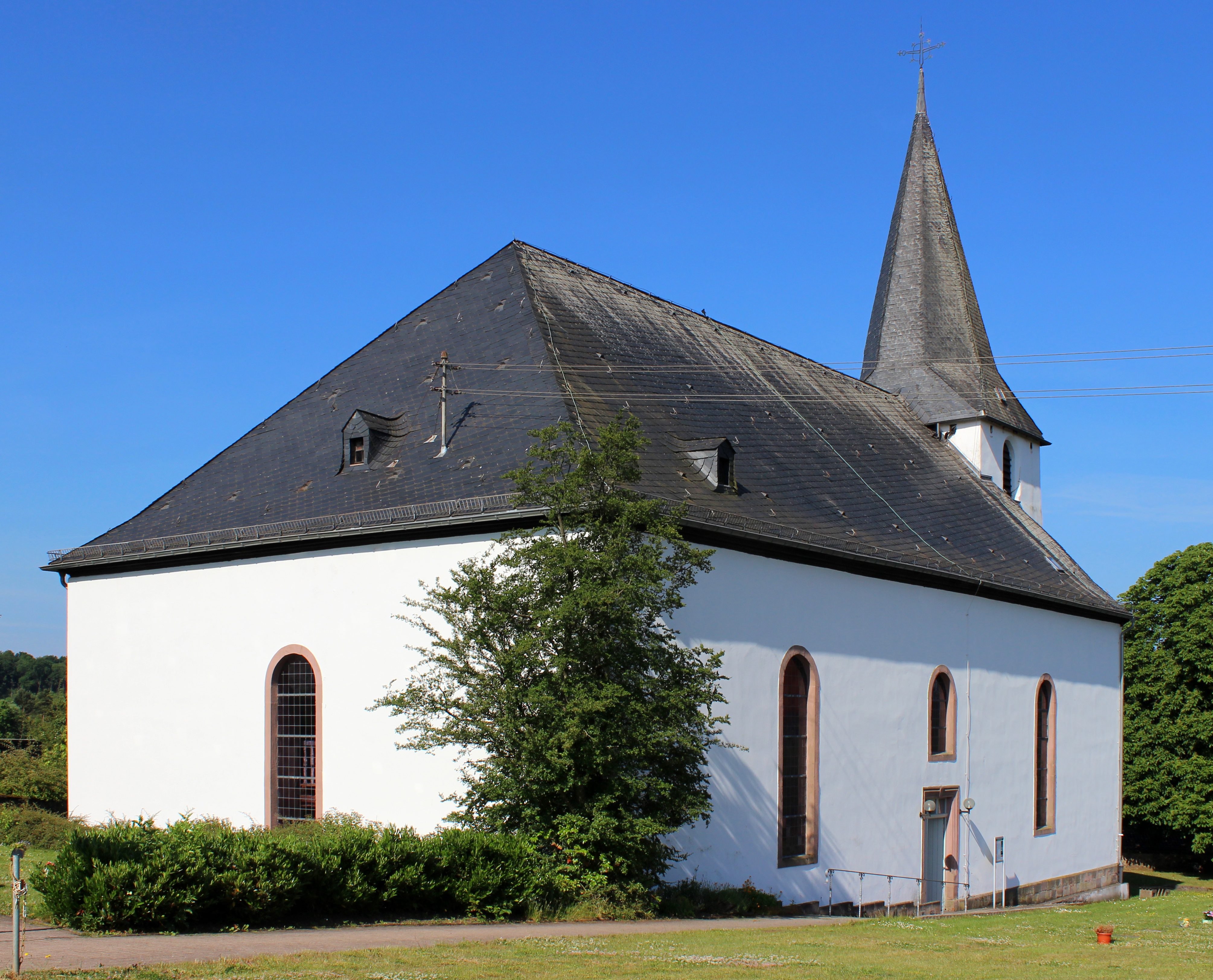
Weitere Ansicht der Kirche

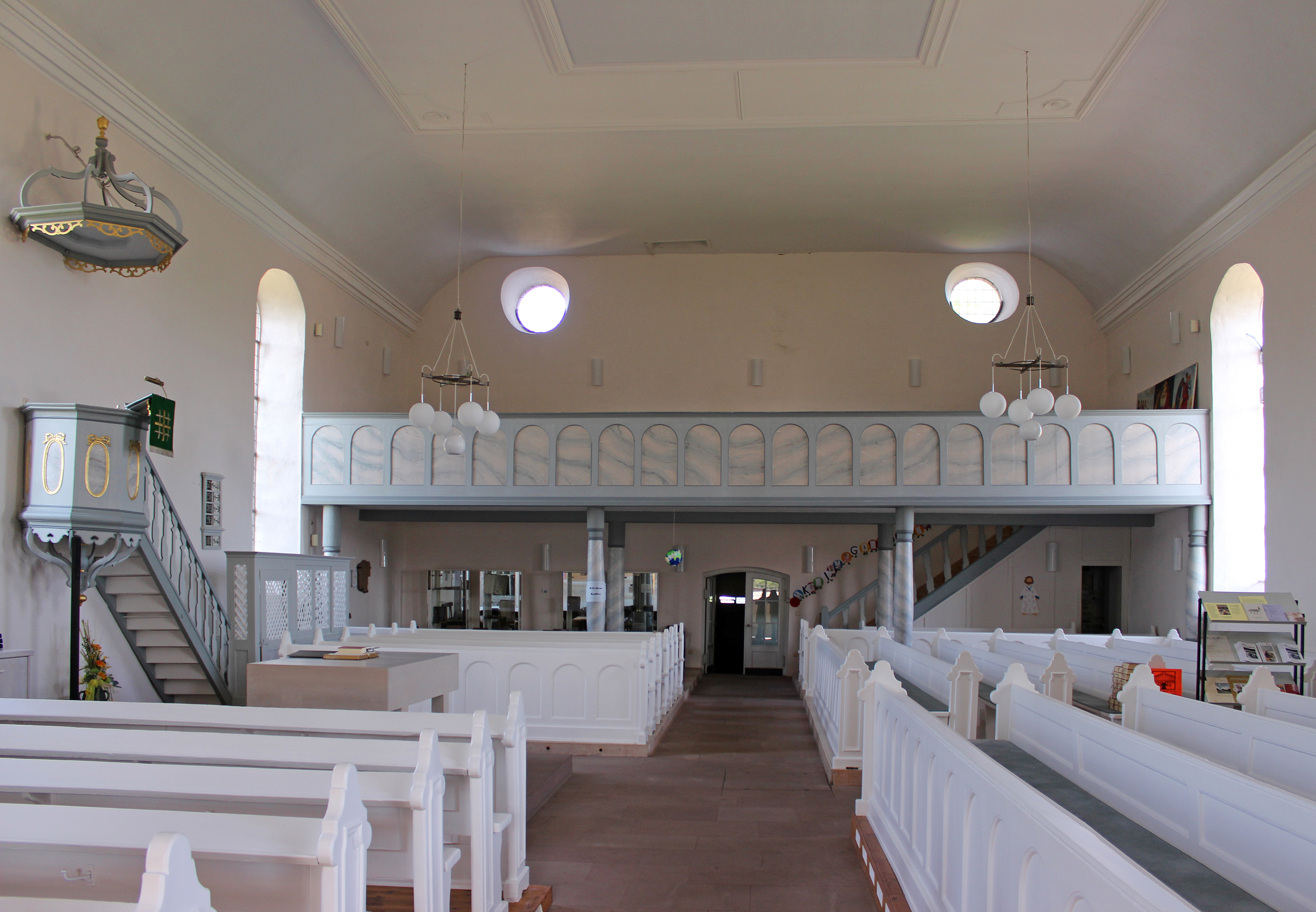
Blick in den Innenraum

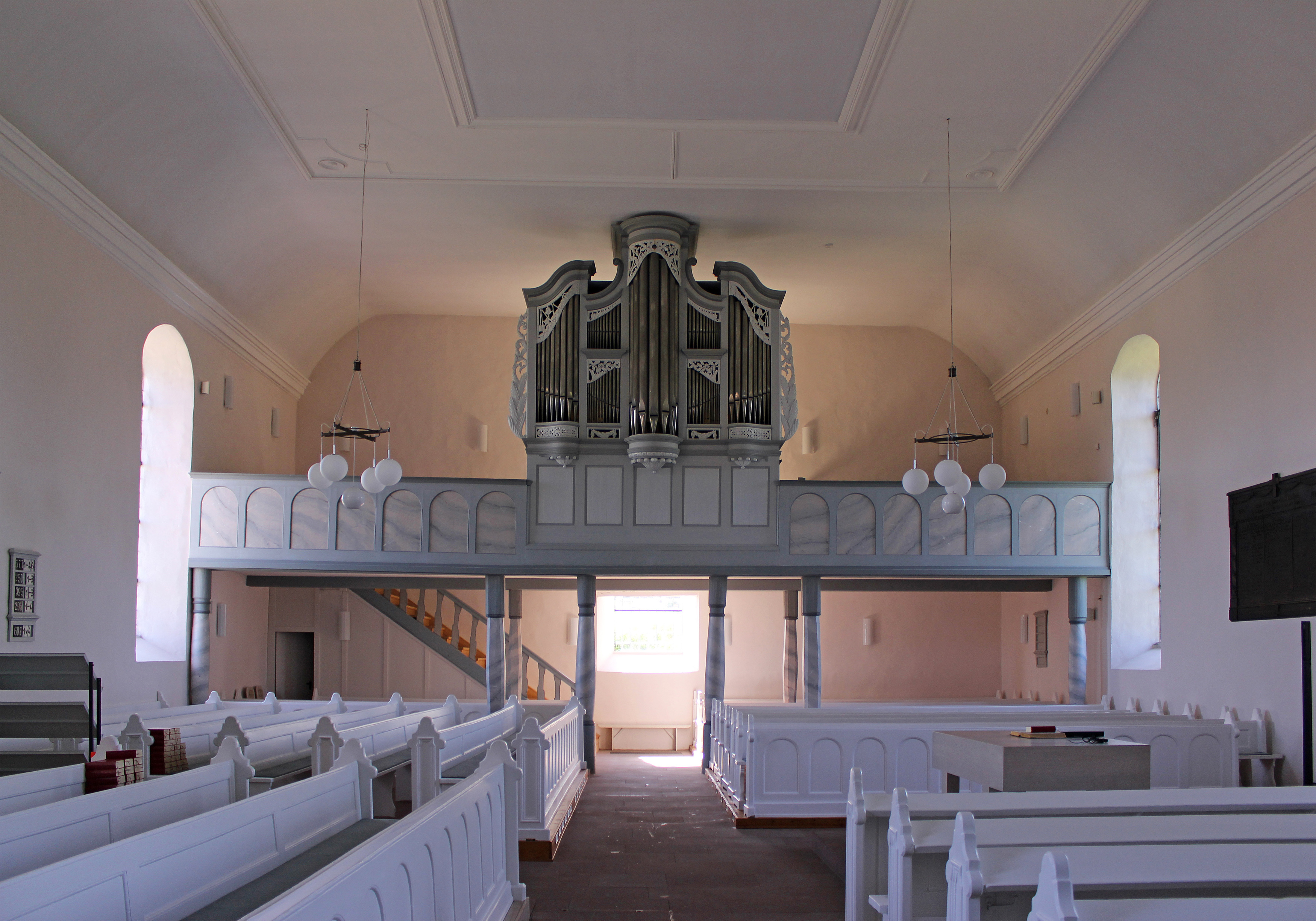
Blick zur Orgelempore

Die Evangelische Kirche Wolfersweiler ist die Pfarrkirche der Evangelischen Kirchengemeinde in Wolfersweiler, einem Ortsteil der saarländischen Gemeinde Nohfelden, Landkreis St. Wendel. Die Kirchengemeinde ist dem Kirchenkreis Obere Nahe der Evangelischen Kirche im Rheinland zugeordnet. In der Denkmalliste des Saarlandes ist die Kirche als Einzeldenkmal aufgeführt.

## Geschichte
Über den Ursprung der Kirche liegen keine gesicherten Angaben vor. Der Unterbau des Kirchturms, dessen Mauerwerk aus dem 13. Jahrhundert stammen dürfte, ist der älteste Teil der Kirche.
Wolfersweiler lag im Territorium der Grafen von Veldenz aus dem Haus Geroldseck, das im Jahr 1444 durch Erbschaft an die Herzöge von Pfalz-Zweibrücken fiel. Als Herzog Ludwig II. von Pfalz-Zweibrücken 1523 in seinen Ländern die Reformation einführte, wechselten damit die Wolfersweiler vom katholischen zum evangelischen Bekenntnis.
Im Jahr 1586 erfuhr der Turm eine Aufstockung, wie die in das Turmgebälk eingeschnittene Jahreszahl belegt. Mit dem Umbau des Turmes war wohl auch eine Restaurierung der Kirche verbunden.
Genau 200 Jahre später musste das Kirchenschiff erneuert werden, da es sich in einem desolaten Zustand befand. Die Pläne hierfür entwarf der Baudirektor des Herzogtums Pfalz-Zweibrücken Friedrich Gerhard Wahl. Die Bauausführung oblag Baudirektor Hellermann (Meisenheim). Der Turm war von der Neubaumaßnahme, die von 1786 bis 1788 andauerten, nicht betroffen und blieb stehen. Am 30. November 1788 wurde die neu errichtete Kirche feierlich eingeweiht. Die Baukosten beliefen sich auf 7184 Gulden oder 12.212 Goldmark.

## Kirchengebäude
Das Kirchengebäude liegt im alten ummauerten Friedhofsbereich auf einer Anhöhe über Wolfersweiler. Es handelt sich um eine barocke Saalkirche mit einem von Nord nach Süd ausgerichteten dreiachsigen Kirchenschiff. An der Südseite des Kirchenschiffes steht der Turm, in dem sich ein Portal mit geradem Sturz und profiliertem Gewände befindet. Zu beiden Seiten des Turms befindet sich je ein Rundfenster in der Südfassade des Kirchenschiffes. Im obersten Teil des Turmes befindet sich ein Rundbogenfenster mit einfachem Maßwerk. In der Ost- und Westfassade des Kirchenschiffes sind je drei hohe Rundbogenfenster eingelassen, wobei sich unter dem kleineren mittleren Fenster an der Westseite eine Tür mit geradem Sturz befindet. In der Nordfassade des Kirchenschiffes sitzt ein weiteres Fenster. Der Turm verfügt auf zwei Seiten über eine Schallöffnung. Auf dem Kirchenschiff sitzt ein Walmdach mit kleinen Gauben, während der Turm mit einem polygonalen Spitzhelm bekrönt ist, der im unteren Bereich in einen viereckigen Grundriss übergeht. Die Wandflächen des aus Naturstein bestehenden Sakralbaus sind zum größten Teil verputzt und verfügen über einen Anstrich in weißer Farbe. Der etwa ein Meter hohe Sockel und die Fenstergewände sind unverputzt.

## Glocken
Im Jahr 1956 goss die Saarlouiser Glockengießerei in Saarlouis-Fraulautern, die von Karl (III) Otto von der Glockengießerei Otto in Bremen-Hemelingen und dem Saarländer Alois Riewer 1953 gegründet worden war, für die Ev. Kirche in Wolfersweiler drei Bronzeglocken mit den Schlagtönen: g' – a' – h'. Die Glocken haben folgende Durchmesser: 1058 mm, 942 mm, 839 mm und wiegen: 720 kg, 500 kg, 350 kg.

## Orgel

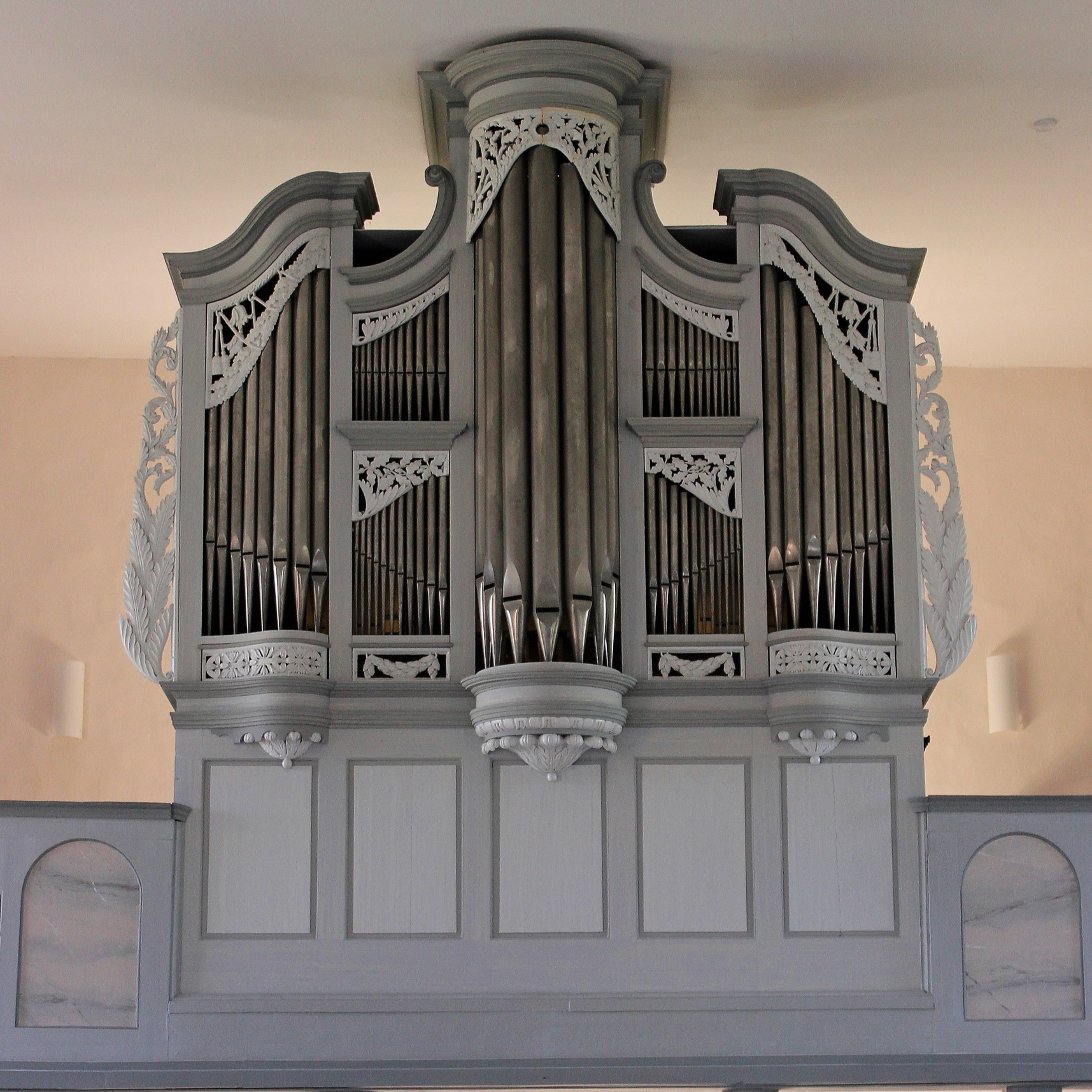
Prospekt der Stumm-Orgel

Die Orgel der Kirche wurde 1834 von den Orgelbauern Gebr. Stumm (Rhaunensulzbach/Hunsrück) erbaut und ist damit eine der ältesten Orgeln des Saarlands. Nach einem Umbau 1929 durch Oberlinger, bei dem drei Register ausgetauscht wurden, wurde das Instrument 1968 ebenfalls durch Oberlinger einem weiteren Umbau unterzogen. Dabei wurden die Tonumfänge des Pedal- und des Manualwerks erweitert, ein neuer Spielschrank und neue Trakturen angefertigt, der Winddruck geändert und die Intonation an den damaligen Zeitgeschmack angepasst. 2020 erfolgte eine Restaurierung des Instruments durch Rainer Müller (Merxheim), bei der die Veränderungen von 1968 rückgängig gemacht wurden. Der Prospekt und der überwiegende Teil der Pfeifen sind von Stumm erhalten.
Das auf einer Empore aufgestellte Schleifladen-Instrument verfügt über 15 Register, verteilt auf ein Manual und Pedal. Die Spiel- und Registertraktur ist mechanisch. Die Disposition lautet seit 2020 wieder:
| I Hauptwerk C–g3 |                 |    |
| 1.               | Principal       | 8′ |
| 2.               | Bourdon B/D     | 8′ |
| 3.               | Flaut travers D | 8′ |
| 4.               | Viol di Gamb    | 8′ |
| 5.               | Octav           | 4′ |
| 6.               | Flaut           | 4′ |
| 7.               | Solicional      | 4′ |
| 8.               | Quint           | 3′ |
| 9.               | Octav           | 2′ |
| 10.              | Mixtur          | 1′ |
| 11.              | Trompet B/D     | 8′ |
| 12.              | Krumhorn D      | 8′ |

| Pedal C–f0 |            |     |
| 13.        | Subbaß     | 16′ |
| 14.        | Octavbass  | 8′  |
| 15.        | Violonbass | 8′  |

- Koppeln: I/P

Anmerkungen
- Stimmtonhöhe: a1 = 443,8 Hz
- Temperatur: gleichschwebend